# Ramón Casaus y Torres
Fray Ramón Casaús y Torres, O.P. (Jaca, España, 13 de febrero de 1765 - La Habana, Cuba, 10 de noviembre de 1845) fue Arzobispo de Guatemala entre los años 1815 a 1829. 

## Biografía
Llegó a la Ciudad de México en 1788 proveniente de España, siendo religioso de la orden de Santo Domingo. Para 1805 obtuvo el grado de doctor, y fungió como regente de estudios. El año siguiente se desempeñó como auxiliar del obispado de Oaxaca, y en 1807 fue consagrado. A finales de 1811 se desplazó a la Ciudad de Guatemala, y lo hizo con una extensa caravana de mulas. Entre su equipaje resaltaban sus libros, valorados en 7072 pesos.Cuando quedó vacante el arzobispado de Guatemala, fue elegido para el cargo el 27 de agosto de 1814, tomando posesión el año siguiente.

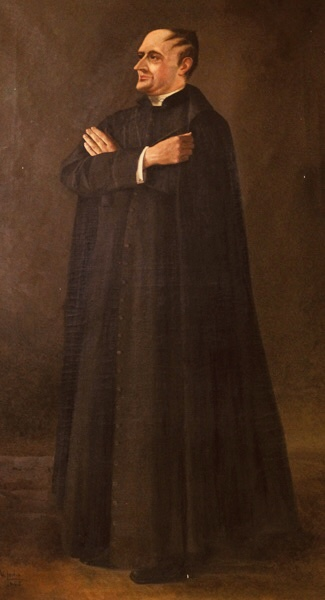
Presbítero José Matías Delgado, quien buscaría ser obispo de San Salvador a pesar de la oposición del arzobispo Ramón Casaus y Torres. Además de ello sería gobernador eclesiástico y vicario provincial de San Salvador hasta el 21 de enero de 1831, y diputado presidente del congreso estatal de 1832. Fallecería el 12 de noviembre de 1832, luego de lo cual el congreso estatal lo nombraría Benemérito de la Patria.

Desde su estadía en la región centroamericana, encaró las rebeliones del período previo a la independencia, demostrando su autoridad en la sublevación de San Salvador de 1811. Particularmente acalló al religioso José Matías Delgado, partidario de una iglesia salvadoreña independiente. Casaus se mostró aliado de la aristocracia criolla —representada por el Clan Aycinena— y del Capitán General José de Bustamante y Guerra. Para rebatir las ideologías ilustradas de esos años, elaboró cartas pastorales: tres el año de 1811 y otra en julio de 1821. Sin embargo, mostró signos de apertura a ese movimiento.  
Casaus es reconocido como una de las figuras más destacadas del conservadurismo centroamericano y también de los intelectuales más influyentes junto a José Cecilio del Valle. Por otro lado, se mostró como férreo opositor ante la erección del obispado de San Salvador por el gobierno salvadoreño en 1824, el cual era encabezado por el mismo Delgado. La resolución fue declarada ilegítima por León XII en 1826.

### Visita del enviado británico J.A. Thompson en 1829
Como parte de su visita oficial a Guatemala, el enviado de la Corona Británica, J.A. Thompson se entrevistó con el arzobispo guatemalteco en 1829, poco antes del derrocamiento del gobierno de Mariano de Aycinena; he aquí la relación del enviado de Su Majestad Británica:
| Pronto fui presentado con la historia y el carácter de don Ramón Casaus: él es una persona de muy buenas maneras, y vigoroso con relación a sus años e intelecto. Me informó que había pensado que era su deber, en primera instancia, oponerse a las medidas de los partidarios de la independencia, ya que eran subversivos a los principios de gobierno que él estaba acostumbrado a mantener, y que bajo su autoridad eran protegidos; pero que, con la evolución de la opinión pública hacia la independencia, y cuando se dio cuenta de que era el deseo absoluto de la mayoría del pueblo tener un gobierno independiente, decidió dejar de oponerse, y, posteriormente, para prevenir el derramamiento de sangre que habría, naturalmente, tenido lugar dada la naturaleza del conflicto doméstico, dio su firme y decidido apoyo al nuevo gobierno. Él era un fraile [dominico] originalmente, pero ahora es el representante del clero secular, y lleva, con su opinión, la influencia de los más capaces eclesiásticos de esa denominación. No está claro que todas las diferentes agrupaciones religiosas están de acuerdo con el nuevo orden del gobierno. De hecho, yo personalmente lo dudo; aunque ellos parezcan satisfechos, hablen bien, y no expongan opiniones o acciones que exhiban su oposición al asunto. Con respecto a permitir el culto protestante, Su Eminencia me dejó claro que siempre que fuera una fe «privada» no habría ninguna objeción; que la constitución de Guatemala se había escrito de la forma más liberal posible, dadas las circunstancias del momento. —J.A. Thompson, 1829 |

### Exilio
En 1829, fue el primero de los arzobispos de Guatemala en ser expulsado del territorio, hecho que se llevó a cabo en la época de la guerra civil centroamericana; específicamente, luego de la derrota del régimen de Mariano Aycinena a manos del líder liberal hondureño Francisco Morazán. Casaus y Torres fue sacado del Palacio Arzobispal a la fuerza, y posteriormente calificado como «traidor a la patria». 
Murió en el exilio en Cuba.